# ألفرد كريستوفر
ألفرد كريستوفر (بالإنجليزية: Alfred Christopher)‏ (20 أغسطس 1820 - 10 مارس 1913) هو لاعب كريكت بريطاني (وحمل سابقاً جنسية المملكة المتحدة لبريطانيا العظمى وأيرلندا).